# Callitris
Callitris é um género de conífera pertencente à família Cupressaceae.

## Espécies
- Secção Callitris
  - Callitris baileyi
  - Callitris canescena
  - Callitris columellaris
  - Callitris drummondii
  - Callitris endlicheri
  - Callitris monticola
  - Callitris muelleri
  - Callitris neocaledonica
  - Callitris oblonga
  - Callitris preissii
  - Callitris rhomboidea
  - Callitris roei
  - Callitris sulcata
  - Callitris verrucosa
- Secção Octoclinis
  - Callitris macleayana

- Commons
- Wikispecies